# Джон Лейвер Купер
Джон Лейвер Метер Купер (англ. John Laver Mather Cooper; нар. 24 липня 1828, Дублін — пом. 22 серпня 1891, Нью-Йорк) — американський військовослужбовець, квартирмейстер флоту ВМС США. Учасник Американської громадянської війни. Один з 19 військовослужбовців США двічі кавалерів Медалі Пошани, удостоєний найвищої відзнаки за проявлений героїзм на полі бою та один із чотирнадцяти, хто отримав медаль Пошани за дві різні події.
Його перша така нагорода була отримана завдяки його діям на борту «Бруклін» під час битви у затоці Мобіл 5 серпня 1864 року. Друга нагорода стала відзнакою за мужність, проявлену при пожежі на кораблі, коли 26 квітня 1865 року Купер проривався крізь вогонь, щоб врятувати пораненого від вірної смерті.
Його поховали на Національному кладовищі Сайпрес-Гіллз, секція 2, у Брукліні, Нью-Йорк.